# 16459 Barth
16459 Barth (1989 WE4) là một tiểu hành tinh vành đai chính được phát hiện ngày 28 tháng 11 năm 1989 bởi F. Borngen ở Tautenburg.